# Thomas Bäumle
Thomas Bäumle, né le 25 septembre 1984 à Olten, est un joueur professionnel suisse de hockey sur glace. Il évolue au poste de gardien de but.

## Carrière

### En club
Après avoir transité par le mouvement junior du CP Berne, Thomas Bäumle commence sa carrière professionnelle en Valais, avec le HC Sierre, en 2002. Il reste deux saisons dans la "cité du Soleil", avant de rejoindre le HC Davos. Barré par le talentueux Jonas Hiller, il quitte néanmoins les Grisons avec un titre de champion de Suisse.
Il traverse alors le Gothard pour jouer avec le HC Ambrì-Piotta. Il est ainsi, depuis 2005, l'un des gardiens majeurs de la Ligue nationale A.
Le 31 octobre 2008, lors de la 20e journée du championnat, il se blesse gravement aux ligaments croisés du genou droit. Out pour le reste de cette saison, il oblige son club à lui trouver un remplaçant, les deuxième et troisième gardien (Lorenzo Croce et Giacomo Beltrametti) n'ayant pas répondu aux attentes. Ce renfort se révèlera être le Slovaque Karol Križan.
En 2010, le Sparta Prague le choisit comme renfort pour participer à la fameuse Coupe Spengler à Davos.
Bousculé par l’arrivée de Nolan Schaefer à Ambrì-Piotta en 2011, il quitte le club tessinois à l’échéance de son contrat au terme de la saison 2011-2012 et s’engage alors avec le SC Langnau Tigers. Après une seule saison difficile, marquée finalement par le relégation du club emmentalois, Bäumle s’engage avec le HC Olten, où il est en concurrence avec Michael Tobler. Au terme de la saison 2013-2014, après l’élimination des playoffs de son équipe, il est prêté au HC Bienne où il évolue en qualité de troisième gardien, derrière les titulaires Simon Rytz et Lukas Meili.
Son contrat à Olten n’étant pas prolongé au-delà de la saison 2014-2015, Bäumle se retrouve sans contrat au départ de la saison 2015-2016 et envisage de mettre un terme à sa carrière s’il ne trouve pas de travail. Il parvient à décrocher un premier contrat de courte durée avec les Kloten Flyers, où il supplée la blessure de Luca Boltshauser en septembre, mais doit partir en novembre, au retour de blessure de Boltshauser, après un seul match disputé en coupe de Suisse. Il retrouve toutefois de l’embauche quelques semaines plus tard du côté du ZSC Lions, où il épaule le jeune Niklas Schlegel après les blessures des habituels titulaires Lukas Flüeler et Urban Leimbacher.

### En sélection nationale
Titulaire indiscutable dans le club léventin, Bäumle fait régulièrement partie du cadre de l'équipe de Suisse. Malheureusement pour lui, l'abondance de bons gardiens l'a toujours empêché de participer à des championnats du monde.

## Palmarès
- LNA
  - Champion en 2005 avec le HC Davos.

## Statistiques
| Saison    | Équipe            | Ligue            |    | Saison régulière | Saison régulière | Saison régulière | Saison régulière | Saison régulière | Saison régulière | Saison régulière |      | Séries éliminatoires | Séries éliminatoires | Séries éliminatoires | Séries éliminatoires | Séries éliminatoires | Séries éliminatoires | Séries éliminatoires |
| Saison    | Équipe            | Ligue            | PJ | Min              | BC               | Moy              | % Arr            | Bl               | Pun              | PJ               | Min  | BC                   | Moy                  | % Arr                | Bl                   | Pun                  |                      |                      |
| 2001-2002 | CP Berne          | LNA              | -  | -                | -                | -                | -                | -                | -                | -                | -    | -                    | -                    | -                    | -                    | -                    |                      |                      |
| 2001-2002 | CP Berne U20      | Juniors Élites A | 33 |                  |                  |                  |                  |                  |                  | 7                |      |                      |                      |                      |                      |                      |                      |                      |
| 2002-2003 | HC Sierre         | LNB              | 36 | 2 133            |                  | 3.01             |                  | 2                | 0                | 6                | 374  |                      | 2.14                 |                      | 1                    | 0                    |                      |                      |
| 2003-2004 | HC Sierre         | LNB              | 40 | 2 524            |                  | 2.82             |                  | 1                | 4                | -                | -    | -                    | -                    | -                    | -                    | -                    |                      |                      |
| 2004-2005 | HC Davos          | LNA              | 5  | 140              |                  | 3.02             |                  | 0                | 2                | 0                | 0    | 0                    | 0                    | 0                    | 0                    | 0                    |                      |                      |
| 2004-2005 | HC Olten          | LNB              | 2  | 120              |                  | 4.00             |                  | 0                | 0                | -                | -    | -                    | -                    | -                    | -                    | -                    |                      |                      |
| 2005-2006 | HC Ambrì-Piotta   | LNA              | 17 | 973              |                  | 1.97             |                  | 1                | 2                | 7                | 439  |                      | 3.28                 |                      | 1                    | 0                    |                      |                      |
| 2006-2007 | HC Ambrì-Piotta   | LNA              | 43 | 2 537            |                  | 3.50             |                  | 0                | 0                | 7                | 426  |                      | 2.82                 |                      | 0                    | 0                    |                      |                      |
| 2007-2008 | HC Ambrì-Piotta   | LNA              | 49 | 2 911            |                  | 3.36             |                  | 2                | 2                | 11               | 674  |                      | 3.12                 |                      | 1                    | 2                    |                      |                      |
| 2008-2009 | HC Ambrì-Piotta   | LNA              | 19 | 1 084            |                  | 3.36             |                  | 2                | 2                | -                | -    | -                    | -                    | -                    | -                    | -                    |                      |                      |
| 2009-2010 | HC Ambrì-Piotta   | LNA              | 44 | 2 537            |                  | 3.50             |                  | 1                | 4                | 6                | 365  | 0                    | 2.79                 |                      | 0                    | 0                    |                      |                      |
| 2010-2011 | HC Ambrì-Piotta   | LNA              | 47 | 2 527            |                  | 3.21             | 90.6             | 0                | 0                | 17               | 1070 |                      | 2.17                 |                      | 3                    | 0                    |                      |                      |
| 2011-2012 | HC Ambrì-Piotta   | LNA              | 25 | 1 513            |                  | 3.17             | 89.9             | 0                | 0                | 8                |      |                      | 1.67                 | 93.6                 |                      |                      |                      |                      |
| 2012-2013 | SC Langnau Tigers | LNA              | 31 | 1 834            |                  | 3,73             | 89,0             | 2                | 0                | 8                |      |                      |                      |                      | 0                    | 0                    |                      |                      |
| 2013-2014 | HC Olten          | LNB              | 26 | 1 558            |                  | 2,50             |                  | 2                | 2                | 6                | 371  |                      | 3,20                 |                      | 0                    | 0                    |                      |                      |
| 2014-2015 | HC Olten          | LNB              | 17 |                  |                  | 3,31             |                  |                  | 2                | -                | -    | -                    | -                    | -                    | -                    | -                    |                      |                      |
| 2015-2016 | ZSC Lions         | LNA              | 4  | 160              | 11               | 4,13             | 87,91            |                  | 0                | -                | -    | -                    | -                    | -                    | -                    | -                    |                      |                      |